# Aburrimiento neurótico
El aburrimiento neurótico es un término utilizado en el psicoanálisis por autores como Otto Fenichel.
Según las teorías psicoanalíticas, se produce una desaparición de la meta pulsional, que resulta en la aparición del aburrimiento neurótico. Tras esto, la persona aburrida busca un objeto que lo ayude a encontrar la meta de la que carece. Sabe que quiere algo, pero no sabe qué, ya que carece de meta.
A diferencia de la apatía, en el aburrimiento neurótico hay síntomas de intranquilidad, tensión y hasta irritabilidad.